# ولسوالی قرم‌قل
ولسوالی قرم‌قل یکی از ۱۴ ولسوالی‌‌‌‌ ولایت فاریاب، به مرکزیت شهر قرم‌قل در شمال غربی افغانستان است. قرم‌قل از ولسوالی‌های درجه سوم ولایت فاریاب بوده، پهناوری آن ۲۱۹۲ کیلومتر مربع است و با ۲۲٬۵۷۵ نفر جمعیت در سال ۱۳۹۹، چهاردهمین ولسوالی پر جمعیت‌ ولایت فاریاب می‌باشد.
ولسوالی قرم‌قل از شمال با ولسوالی قرغان، از شمال شرق با ولسوالی اندخوی، از جنوب با ولسوالی دولت‌آباد و از غرب با ترکمنستان محدود می‌باشد.

## منبع‌ها
1. ↑  «برآورد نفوس کشور:١٣٩٩» (PDF). اداراه احصائیه مرکزی افغانستان. ٢٨ می ٢٠٢٠. بایگانی‌شده از اصلی (PDF) در ۳ ژوئیه ۲۰۲۰. دریافت‌شده در ٢٨ می ٢٠٢١.
2. ↑   «جمعیت‌شناسی و جمعیت ولایت فاریاب» (PDF). هیئت معاونیت ملل متحد در افغانستان و   سالنامه آماری افغانستان، سال ۲۰۰۶ میلادی. وزارت احیا و انکشاف دهات افغانستان. دریافت‌شده در ۱۲-۱۲-۱۳۹۰. تاریخ وارد شده در |تاریخ بازدید= را بررسی کنید (کمک)